# Phortioeca andeana
Phortioeca andeana är en kackerlacksart som beskrevs av Rehn, J. A. G. 1928. Phortioeca andeana ingår i släktet Phortioeca och familjen jättekackerlackor. Inga underarter finns listade i Catalogue of Life.